# Бакингем (река)
Ба́кингем (англ. Buckingham River) — река в Северной территории, Австралия.
Верховья реки находятся на северном краю на восточной стороне хребта Митчелл, недалеко от того места, где Центральная дорога Арнема пересекает хребет. Река течёт на север, в большинстве по необитаемой территории, пока не впадёт в залив Бакингем и Арафурское море.
Эстуарий, сформировавшийся в устье реки, имеет приливно-отливной характер и находится в почти первозданном состоянии.
Площадь водосбора реки составляет 7510 км², среднегодовой расход воды — 2330 гигалитров.
Традиционными владельцами этого района являются мурнгины, также известные как народность йолнгу.